# Advice for the Young at Heart
Advice for the Young at Heart is een nummer van het Britse duo Tears for Fears. Het is de derde single van hun derde studioalbum The Seeds of Love uit 1989. Op 19 februari 1990 werd het nummer op single uitgebracht.

## Achtergrond
De single is een rustige ballad, die een klein hit werd in Europa en Canada. In Tears For Fears' thuisland het Verenigd Koninkrijk behaalde de single de 36e positie in de UK Singles Chart. In Ierland werd de 15e positie bereikt, Canada de 25e, de VS de 89e, Australië de 116e, Frankrijk de 31e en Duitsland de 51e positie.
In Nederland werd de single veel gedraaid op de landelijke radiozenders en werd een radiohit in de destijds twee hitlijsten. De single bereikte de 14e positie in de Nederlandse Top 40 en de 22e positie in de Nationale Top 100.
In België bereikte de single de 34e positie in de voorloper van de Vlaamse Ultratop 50 en piekte op de 16e positie in de Vlaamse Radio 2 Top 30. In Wallonië werd géén notering behaald.